# Qu'ils mangent de la brioche !

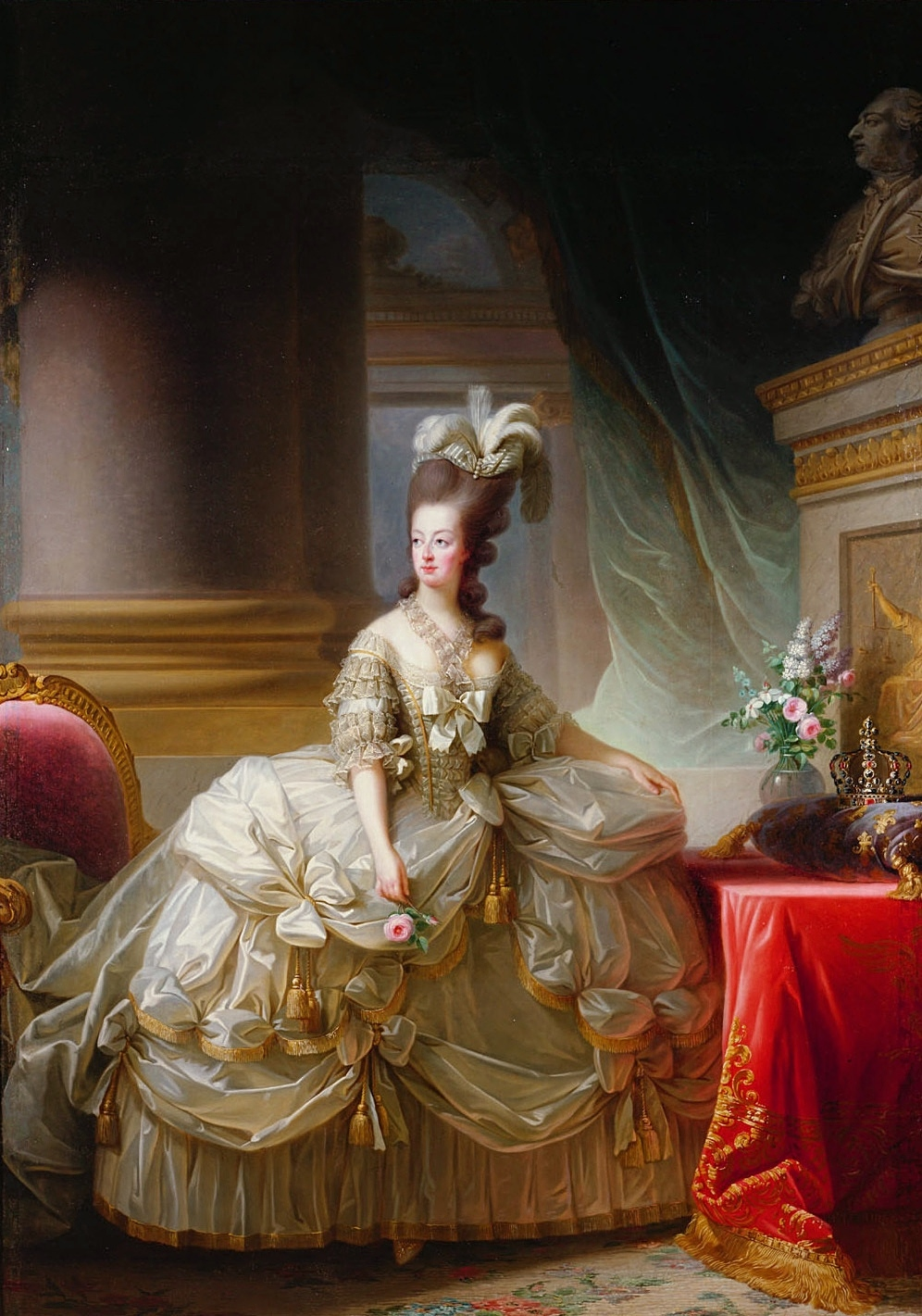
« Qu'ils mangent de la brioche ! » est communément, bien qu'inexactement, attribué à la reine Marie-Antoinette.

« S'ils n'ont pas de pain ? Qu'ils mangent de la brioche ! » serait la réponse donnée par « une grande princesse » à qui l'on faisait part du fait que le peuple n'avait plus de pain à manger. Cette réponse, par son ironie involontaire, est censée illustrer la distance sociale qui existait entre les classes populaires et la noblesse : la princesse étant incapable d'imaginer que c'est en raison de leur dénuement que ces gens manquent de pain, elle les invite à manger de la brioche alors que cette viennoiserie est encore plus onéreuse que le pain.
Cette phrase, citée sans nommer la princesse, par Jean-Jacques Rousseau dans ses Confessions écrites en 1765 et publiées en 1782, est souvent attribuée à tort à la reine Marie-Antoinette.

« Environné de petites choses volables que je ne regardais même pas, je m'avisai de convoiter un certain petit vin blanc d'Arbois… et l'occasion fit que je m'en accommodai de temps en temps de quelques bouteilles pour boire à mon aise en mon petit particulier. Malheureusement je n'ai jamais pu boire sans manger. Comment faire pour avoir du pain ? Il m'était impossible d'en mettre en réserve. En faire acheter par les laquais, c'était me déceler, et presque insulter le maître de la maison. En acheter moi-même, je n'osai jamais. Un beau monsieur l'épée au côté aller chez un boulanger acheter un morceau de pain, cela se pouvait-il ? Enfin je me rappelai le pis-aller d'une grande princesse à qui l'on disait que les paysans n'avaient pas de pain, et qui répondit : Qu'ils mangent de la brioche. J'achetai de la brioche. Encore que de façons pour en venir là ! Sorti seul à ce dessein, je parcourais quelquefois toute la ville, et passais devant trente pâtissiers avant d'entrer chez aucun. »

— Jean-Jacques Rousseau, Les Confessions.

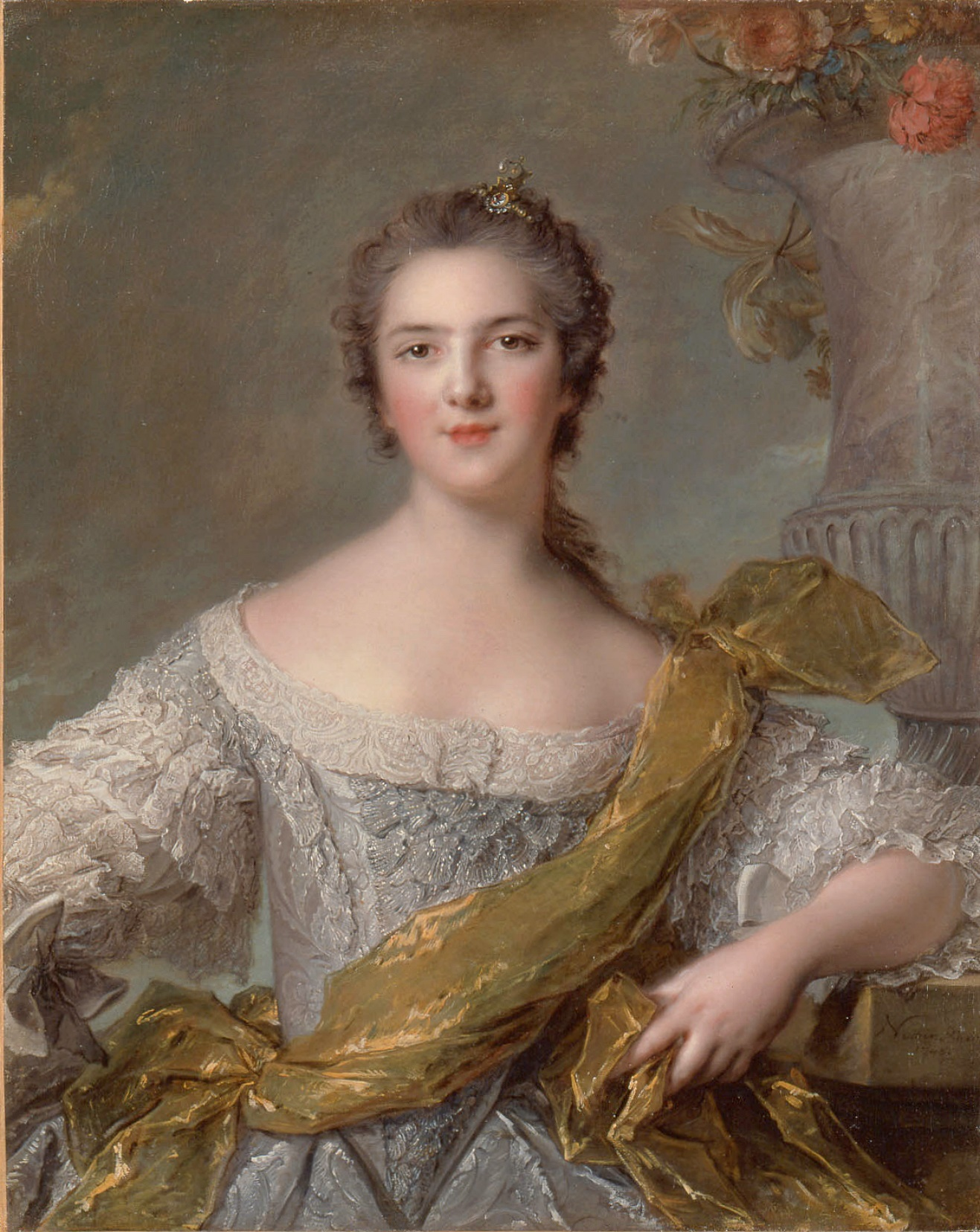
Madame Victoire, qui aurait prononcé la phrase : « Mais mon Dieu, s'ils pouvaient se résigner à manger de la croûte de pâté ! »

La princesse à laquelle il fait référence ne peut pas être Marie-Antoinette, puisqu'elle est née en 1755 et ne serait arrivée en France qu'en 1770. Il est possible que les détracteurs de Marie-Antoinette aient par la suite identifié la princesse à la reine autrichienne pour la rabaisser aux yeux de l'opinion publique.
Selon l'historien Paul Johnson, il s'agirait d'une anecdote inventée par Rousseau car on n'en trouverait trace nulle part ailleurs dans les écrits de l'époque. Un début de réponse est cependant présent dans les mémoires de Madame de Boigne. Le nom de la princesse y est désigné : il s'agit de Madame Victoire, l'une des filles de Louis XV, et, contrairement au raccourci de Jean-Jacques Rousseau, l'anecdote de Madame de Boigne enlève le dédain à la phrase. On ne parle d'ailleurs pas ici de brioche mais de croûte de pâté, au contraire moins onéreuse que le pain (la pâte feuilletée n'était initialement pas conçue pour être consommée, mais seulement pour aider à la cuisson et à la conservation du pâté) :

« Madame Victoire avait fort peu d'esprit et une extrême bonté. C'est elle qui disait, les larmes aux yeux, dans un temps de disette où on parlait des souffrances des malheureux manquant de pain : « Mais mon Dieu, s'ils pouvaient se résigner à manger de la croûte de pâté ! » »

Dans d'autres cultures, on retrouve des formules similaires. Ainsi, l'empereur chinois du IIIe siècle Jin Huidi, alors qu'on lui rapportait que son peuple n'avait plus de riz à manger, aurait répondu : « Pourquoi ne mangent-ils donc pas de viande ? ».